# Calathea leucostachys
Calathea leucostachys là một loài thực vật có hoa trong họ Marantaceae. Loài này được Hook.f. mô tả khoa học đầu tiên năm 1875.